# Францисканська метрика

Фрагмент кадастрової карти складеної на основі Францисканської метрики, 1820-ті рр., смт Великі Бірки.

Францисканська метрика (францисканський кадастр) — перепис і економічна оцінка земельних угідь Галичини, проведені австрійським урядом у 1819—1820 рр.

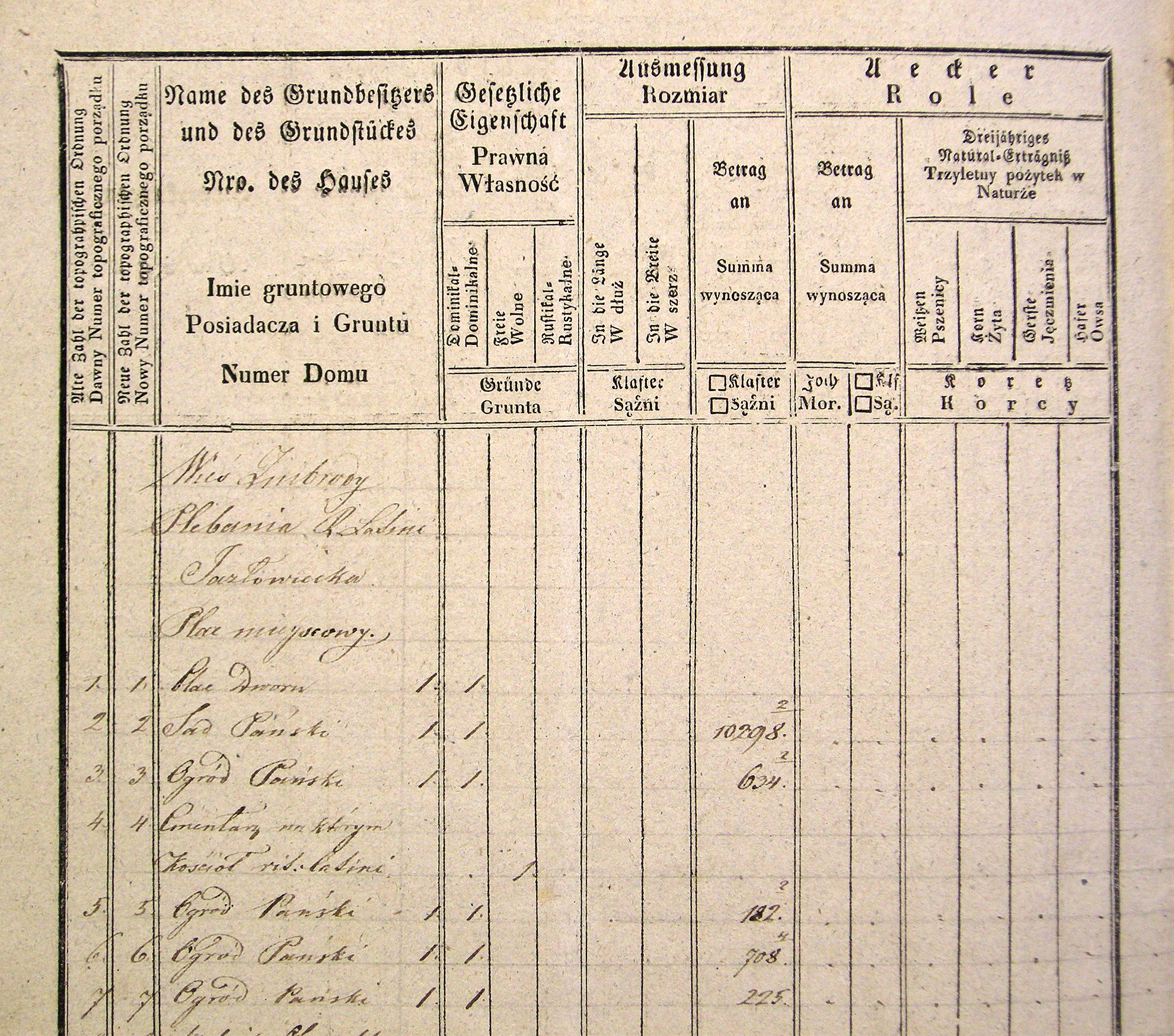
Фрагмент Францисканської метрики с. Жнибороди Заліщицького циркулу

Назва походить від імені австрійського імператора Франца ІІ, під час правління якого був проведений перепис. «Францисканська метрика» докладно описує розміри поміщицьких маєтків і селянських громад, якість ґрунту і стан використання земельних угідь, поземельні доходи, відображає зміни у землекористуванні, що сталися за час після складення першого поземельного кадастру — «Йосифинської метрики». «Францисканська метрика» — важливе джерело для вивчення розвитку продуктивних сил у сільському господарстві й промисловості, соціально-економічних відносин та культури Галичини в першій половині 19 ст. Матеріали «Францисканської метрики» мають певне значення і для вивчення історичної географії, метрології, сфрагістики, топоніміки і антропоніміки.
Текст книг «Францисканської метрики» населених пунктів Королівства Галичини і Володимирії написаний польською та німецькою мовами.
Документи «Францисканської метрики» зберігаються у Центральному державному історичному архіві України у м. Львові.

Фрагмент сторінки Францисканської метрики, 1820-ті рр.